# Véronique Gens
Véronique Gens (19 de abril de 1966, Orléans, Francia) es una soprano francesa muy apreciada en repertorio bárroco y clásico.
Estudió en el Conservatorio de París, debutando en 1986 bajo la batuta de William Christie en el grupo Les Arts Florissants. Trabaja a menudo con Marc Minkowski, René Jacobs, Christophe Rousset, Philippe Herreweghe y Jean-Claude Malgoire. Es una destacada intérprete de Mozart y Berlioz.

## Discografía selecta
- A. Scarlatti: La Santissima Trinità. Biondi
- Bach: Messe En Si. Collegium Vocale Gent, Philippe Herreweghe
- Berlioz: Les Nuits d'Été, etc. Lyon Opera, Langrée
- Canteloube: Chants D'auvergne. Casadesus
- Handel: Agrippina. Jean-Claude Malgoire
- Le Camus: Airs De Cour. Fouchécourt
- Lully: Acis Et Galatée. Marc Minkowski
- Lully: Phaëton. Les Musiciens Du Louvre, Marc Minkowski
- Mozart: Così fan tutte. Concerto Köln, René Jacobs
- Mozart: La finta giardiniera. Bolton
- Mozart: Le nozze di Figaro. René Jacobs
- Nuit D'étoiles - Mélodies Françaises. Gens, Vignoles
- Purcell: King Arthur. Les Arts Florissants, William Christie
- Rameau: Anacréon, Le Berger Fidèle. Marc Minkowski
- Rameau: Dardanus. Marc Minkowski
- Rameau: Hippolyte Et Aricie. Marc Minkowski
- Tragédiennes. Les Talens Lyriques, Christophe Rousset